# Jiban Nagar
Jiban Nagar è un sottodistretto (upazila) del Bangladesh situato nel distretto di Chuadanga, divisione di Khulna. Si estende su una superficie di 199,32 km² e conta una popolazione di 179.581  abitanti (dato censimento 2011).